# Церковь Святого Иоанна (Гера)
Церковь Святого Иоанна (нем. Johanniskirche) — евангелическая лютеранская церковь в городе Гера, являющаяся одной из крупнейших на его территории; современное неоготическое здание было построено в период с 1881 по 1884 год.

## История и описание

### Первые церкви
Первое здание церкви Святого Иоанна стояла на сегодняшней площади Johannisplatz в западной части старого города Геры и упоминалось около 1200 года как приходская церковь. Оно сгорело в 1450 году во время Саксонской братской войны. Новое здание было освящено в 1488 году: оно было разрушено во время Тридцатилетней войны, 14 апреля 1639 года — в результате крупного пожара. До постройки церкви Спасителя (1720) церковь Иоанна была единственной приходской церковью во всём городе: в её склепе располагалось фамильное захоронения членов династии Ройсс-Гера (Рейсс-Гера). 18 сентября 1780 года церковь вновь сгорела — она не восстанавливалась долгое время, несмотря на многочисленные планы и попытки финансирования. Так в 1824 году проекты восстановления были сорваны дефицитом городского бюджета в связи с Наполеоновскими войнами. В XX веке возникли планы открыть для широкой публики склеп Ройссов на месте старой церкви.

### Современное здание
Нынешняя неоготическая кирпичная церковь была построена после того как в 1880—1881 годах, главным образом за счет пожертвований населения, удалось собрать необходимые средства: при новом освящении, 18 сентября 1885 года, церковь Иоанна Крестителя стала церковью Иоанна Богослова; новое здание расположено на улице Клары Цеткин, к северу от старого города. Во время Второй мировой войны, в результате самой масштабной бомбардировка Геры от 6 апреля 1945 года, крыша, окна и витражи церкви были разрушены. С 1972 по 1975 год в здании проводились ремонтные работы и 11 мая 1975 обновленная церковь была вновь открыта для прихожан.